# Volkswagen Polo GTI R5
El Volkswagen Polo GTI R5 es un vehículo de competición basado en el Volkswagen Polo con homologación R5 y construido por Volkswagen Motorsport para su uso en competiciones de rally. 
Debutó en competición en el Rally Cataluña de 2018 con dos unidades oficiales conducidas por Petter Solberg y Eric Camilli respectivamente. Desde 2019 participa en el WRC 2 en manos de pilotos privados donde ha logrado su primera victoria en el Rally de Suecia con el noruego Ole Christian Veiby como protagonista. Su primera victoria absoluta se produjo en 2018 en el Romjulsrally, prueba del campeonato noruego, y pilotado por el sueco Johan Kristoffersson.

## Desarrollo
Volkswagen ya contaba con amplia experiencia tras el desarrollo del VW Polo R WRC, vehículo que logró cuatro títulos mundiales entre 2013 y 2016. Tras la marcha de la marca de manera oficial, esta decidió continuar desarrollando una versión en la categoría R5 para el propio Polo. Se construyó sobre el chasis de la sexta generación del modelo de calle construido en la factoría de Volkswagen Navarra (España). Cuenta con un motor de 1.6 cc turbo, cuatro cilindros, que rinde los 272 cv con un peso total de 1.320 kg. La caja de cambios es de tipo secuencial y de cinco velocidades. Posee tracción a las cuatro ruedas y alcanza los 100 km/h en 4,1 segundos.
Fue diseñado Volkswagen Design en Wolfsburg y contó con François-Xavier Demaison como director técnico y Jan de Jongh como mánager ejecutivo. El diseñador Nico Mühr fue el encargado del aspecto exterior del vehículo. Se emplearon veinte meses de trabajo y se puso a prueba a lo largo del año 2018 en diferentes localidades de Gran Bretaña y Francia realizando más de 10.000 km de test. Los pilotos encargados para tal fueron Petter Solberg, Eric Camilli, Raimund Baumschlager, Emil Lindholm, Dieter Depping, Pontus Tidemand y Marcus Grönholm. Obtuvo la homologación por parte de la FIA los días 27 y 28 de junio de 2018.
Su precio inicial de venta fue de 190.000 € y en su primer año se pusieron a la venta quince unidades de las que algunas fueron a parar a pilotos locales como el alemán Raimund Baumschlager. Para 2019 la marca planeó montar cincuenta unidades más que consiguió poner en venta antes incluso de terminar iniciar su construcción.
A pesar de su éxito comercial y deportivo inicial, varios casos de Polo R5 que terminaron en llamas durante los primeros meses de 2019 hicieron saltar las alarmas en la casa alemana: la unidad del francés de Eric Camilli en el Rally de Córcega, la del español Daniel Marbán en el Rally de Canarias y las de Pedro Meireles y Ole Christian Veiby en el Rally de Portugal. Los incendios se originaron en la parte trasera aunque no llegaron a propagarse al resto del vehículo y en todos los casos los tripulantes salieron indemnes.

## Palmarés

### Títulos
| Piloto            | Campeonato                        | Años                   |
| ----------------- | --------------------------------- | ---------------------- |
| Gustavo Saba      | Rally FIA-CODASUR                 | 2022                   |
| Nasser Al-Attiyah | MERC                              | 2019, 2020, 2021, 2022 |
| Matt Edwards      | British Rally Championship        | 2021                   |
| Osian Pryce       | British Rally Championship        | 2022                   |
| Quentin Giordano  | Championnat de France des Rallyes | 2022                   |

### Victorias en el WRC 2
| N.º     | Año  | Rally                           | Piloto              | Copiloto        |
| ------- | ---- | ------------------------------- | ------------------- | --------------- |
| 1       | 2019 | 67th Rally Sweden               | Ole Christian Veiby | Jonas Andersson |
| 2       | 2019 | 75. Wales Rally GB              | Petter Solberg      | Phil Mills      |
| 3       | 2021 | Arctic Rally Finland            | Esapekka Lappi      | Janne Ferm      |
| 4       | 2021 | 54.º Vodafone Rally de Portugal | Esapekka Lappi      | Janne Ferm      |
| 5       | 2021 | 70th Secto Rally Finland        | Teemu Suninen       | Mikko Markkula  |
| Fuente: |      |                                 |                     |                 |

### Victorias en el WRC 3
| N.º     | Año  | Rally              | Piloto         | Copiloto       |
| ------- | ---- | ------------------ | -------------- | -------------- |
| 1       | 2020 | 10. Rally Estonia  | Oliver Solberg | Aaron Johnston |
| 2       | 2021 | Safari Rally Kenya | Onkar Rai      | Drew Sturrock  |
| Fuente: |      |                    |                |                |

### Victorias en el ERC
| N.º     | Año  | Rally                                                       | Piloto            | Copiloto               |
| ------- | ---- | ----------------------------------------------------------- | ----------------- | ---------------------- |
| 1       | 2019 | 7. Rally Liepāja                                            | Oliver Solberg    | Aaron Johnston         |
| 2       | 2019 | 48. Cyprus Rally                                            | Nasser Al-Attiyah | Mathieu Baumel         |
| 3       | 2020 | 8. Rally Liepāja                                            | Oliver Solberg    | Aaron Johnston         |
| 4       | 2021 | 9. Rally Liepāja                                            | Nikolay Gryazin   | Konstantin Aleksandrov |
| 5       | 2022 | 35.º Rally Serras de Fafe - Felgueiras - Cabreira e Boticas | Nil Solans        | Marc Martí             |
| 6       | 2022 | 46.º Rally Islas Canarias                                   | Nil Solans        | Marc Martí             |
| 7       | 2023 | 1. BAUHAUS Royal Rally of Scandinavia                       | Oliver Solberg    | Elliott Edmondson      |
| Fuente: |      |                                                             |                   |                        |